# 775
| [ Edytuj tabelę ]          |                                                          |
| Król Asturii               | - 774 Silo 783                                           |
| Cesarz Bizancjum           | - 741 Konstantyn V Kopronim 775 - 775 Leon IV Chazar 780 |
| Chan Bułgarii              | - 768 Telerig 777                                        |
| Cesarz Chin                | - 762 Tang Daizong 779                                   |
| Król Essexu                | - 758 Sigeric 798                                        |
| Król Franków               | - 768 Karol Wielki 814                                   |
| Cesarz Japonii             | - 770 Kōnin 781                                          |
| Kalif                      | - 754 Al-Mansur 775 - 775 Al-Mahdi 785                   |
| Patriarcha Konstantynopola | - 766 Nicetas I 780                                      |
| Król Mercji                | - 757 Offa 796                                           |
| Król Nortumbrii            | - 774 Etelred I 779                                      |
| Papież                     | - 772 Hadrian I 795                                      |
| Doża Wenecji               | - 764 Maurizio Galbaio 787                               |
| Król Wessexu               | - 757 Cynewulf 786                                       |

Rok 775 / DCCLXXV
stulecia: VII wiek ~
VIII wiek ~
IX wiek

lata: 765 «
770 «
771 «
772 «
773 «
774 «
775
» 776
» 777
» 778
» 779
» 780
» 785

## Wydarzenia
- Pod względem populacji Bagdad (pierwsze miasto powyżej 1 miliona mieszkańców; 700 tys.- 800) wyprzedził Xi’an i stał się największym miastem świata (dane szacunkowe).

## Zmarli
- 14 września - Konstantyn V Kopronim, cesarz bizantyjski (ur. 718)